# Saint-Denis-des-Monts
Saint-Denis-des-Monts település Franciaországban, Eure megyében. Lakosainak száma 208 fő (2022. január 1.). Saint-Denis-des-Monts Saint-Philbert-sur-Boissey, Thénouville, Les Monts du Roumois és Saint-Éloi-de-Fourques községekkel határos.

## Népesség
A település népessége az elmúlt években az alábbi módon változott:
| Lakosok száma | 150  | 175  | 185  | 188  | 218  | 211  | 211  | 206  | 204  | 208  |
|               | 1968 | 1982 | 1990 | 2006 | 2013 | 2015 | 2017 | 2019 | 2020 | 2022 |